# 中華民國—賽普勒斯關係
中華民國與賽普勒斯共和國於1960—1972年有官方外交關係，斷交後，目前沒有在對方首都互設具大使館功能的代表機構。對賽普勒斯的相關事務由駐希臘臺北代表處兼轄；對位於賽普勒斯島北部之未被國際普遍承認的國家－北賽普勒斯土耳其共和國的事務則由駐安卡拉臺北經濟文化代表團兼轄。

## 政治

### 外交

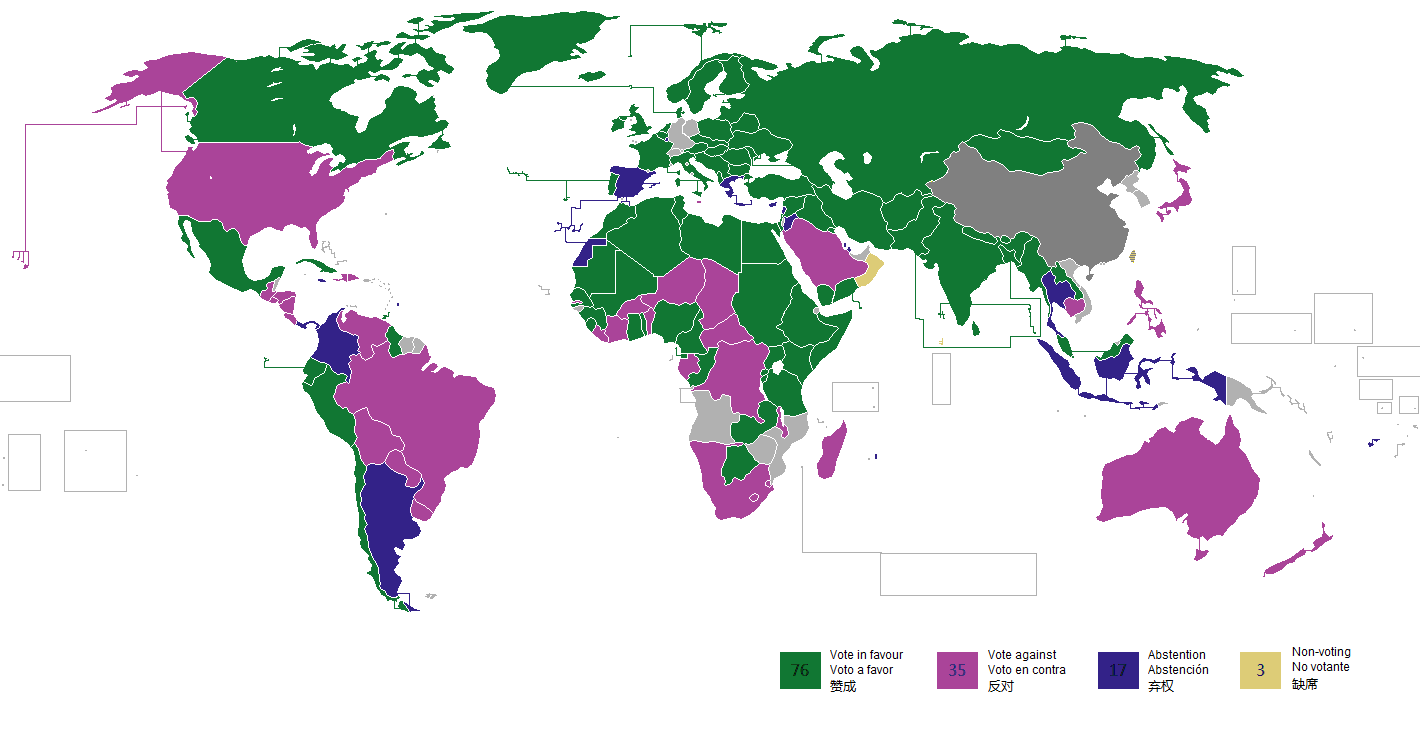
藍色國家表示在1971年的投票中對於中華民國續留聯合國一案棄權，即《聯合國大會2758號決議》，其中包括賽普勒斯。

1960年9月9日，中華民國與賽普勒斯建立外交關係。並於首都尼古西亞設立中華民國駐賽普勒斯共和國大使館，並派駐大使。賽普勒斯則未設立大使館、派駐大使。
1971年12月14日，中華人民共和國與賽普勒斯建交。
1972年1月12日，中華民國與賽普勒斯斷交。17日，關閉大使館。3月10日，改設立具大使館功能的台灣商務辦事處（Taiwan Trade Office）。後因辦事處功能不彰，於1991年5月1日關閉。

#### 中華民國駐賽普勒斯大使（1960－1972年）
| 姓名   | 任命          | 到任          | 遞交國書      | 免職          | 離任          | 外交衔级 | 外交職務     |
| ------ | ------------- | ------------- | ------------- | ------------- | ------------- | -------- | ------------ |
| 濮德玠 | 1960年11月5日 | 1960年11月5日 |               |               | 1962年5月8日  | 一等秘書 | 臨時代辦     |
| 陳清文 | 1962年3月8日  | 1962年5月8日  | 1962年5月10日 | 1967年2月13日 | 1967年4月15日 | 大使     | 特命全權大使 |
| 劉增華 | 1967年2月13日 | 1967年4月17日 | 1967年4月21日 | 1972年1月12日 | 1972年3月1日  | 大使     | 特命全權大使 |

## 經濟

### 貿易
| 年分 | 貿易總額   | 貿易總額 | 貿易總額 | 出口至賽普勒斯 | 出口至賽普勒斯 | 出口至賽普勒斯 | 自賽普勒斯進口 | 自賽普勒斯進口 | 自賽普勒斯進口 | 順逆差 |
| 年分 | 金額       | 年增減   | 排名     | 金額           | 年增減         | 排名           | 金額           | 年增減         | 排名           | 順逆差 |
| ---- | ---------- | -------- | -------- | -------------- | -------------- | -------------- | -------------- | -------------- | -------------- | ------ |
| 2017 | 25,914,023 | ▼5.6%    | 121      | 21,201,003     | ▼6.4%          | 108            | 4,713,020      | ▼1.9%          | 125            | 順差▼  |
| 2018 | 30,103,548 | ▲16.2%   | 119      | 25,194,937     | ▲18.8%         | 105            | 4,908,611      | ▲4.2%          | 127            | 順差▲  |
| 2019 | 32,135,879 | ▲6.8%    | 116      | 27,175,199     | ▲7.9%          | 100            | 4,960,680      | ▲1.1%          | 124            | 順差▲  |
| 2020 | 24,270,086 | ▼24.5%   | 119      | 20,791,378     | ▼23.5%         | 106            | 3,478,708      | ▼29.9%         | 129            | 順差▼  |
| 2021 | 28,835,859 | ▲18.8%   | 117      | 20,347,450     | ▼2.1%          | 105            | 8,488,409      | ▲144.0%        | 115            | 順差▼  |
| 2022 | 27,702,051 | ▼3.9%    | 122      | 20,344,622     | ▼0.0%          | 111            | 7,357,429      | ▼13.3%         | 117            | 順差▲  |
| 2023 | 25,751,181 | ▼7.0%    | 121      | 19,228,604     | ▼5.5%          | 108            | 6,522,577      | ▼11.3%         | 115            | 順差▼  |
| 2024 | 29,246,558 | ▲13.6%   | 118      | 19,936,390     | ▲3.7%          | 103            | 9,310,168      | ▲42.7%         | 115            | 順差▼  |

2023年的兩國貿易項目如下：
出口至賽普勒斯的前10大項目為：咖啡、茶或馬黛茶之萃取物、浓缩物或為主要成分之調製品，焙製菊苣與其他焙製咖啡代用品之萃取物、濃縮物；診斷或實驗用有底襯之試劑或配製試劑，以及檢定參照物；機動車輛所用之零件與附件；電話機（包括智能手机），以及其他傳輸或接收聲音、圖像之有線或无线网络通訊器具；鋼鐵製螺釘、螺栓、螺帽、螺旋鈎、車用螺釘、鉚釘、橫梢、開口梢、墊圈與類似製品；鋼鐵製之其他管與空心型；特定用途機器之零件與附件；特殊物品，含出口未超過5萬新臺幣之小額報單與其他零星物品；髮用製品；水，包括礦泉水與汽水（碳酸水），含糖或其他甜味料或香料與其他未含酒精飲料等。
自賽普勒斯進口的前10大項目為：醫藥製劑；未发酵與未加酒精之果汁與蔬菜汁；口腔或牙科衛生用品；乳與乳油；盐與純氯化钠、海水；乾酪與凝乳；特定用途所屬器具之零件；铝廢料與碎屑；液體或粉末之發射、散播或噴霧用機具、滅火器、噴槍、噴水蒸汽機或噴砂機與類似噴射機器；变压器、靜電式變流器與電感器等。

## 交流

### 媒體
2017年，邀請賽普勒斯最大報《自由愛好者報》特約記者訪問台灣，並刊登有關臺灣經濟高度發展之報導。

## 簽證

持中華民國護照的中華民國國民簽證要求分布圖：入境賽普勒斯適用「歐盟免簽證」。

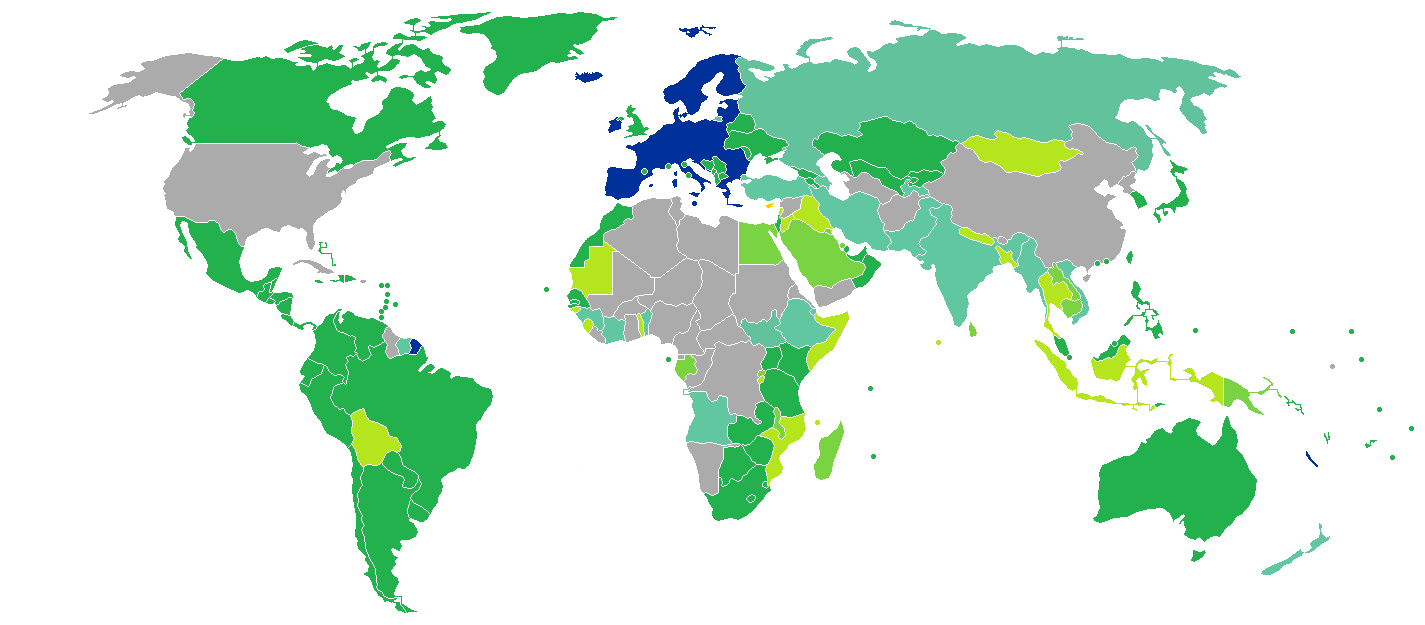
持歐盟的賽普勒斯護照之賽普勒斯國民簽證要求分布圖：入境中華民國可以免簽證。

歐盟成員的賽普勒斯尚未獲准加入申根區，但基於《申根公約》，該國實行與申根區相同的簽證政策。歐洲申根區給予持有載明身分證字號的中華民國護照之中華民國國民可以歐盟免簽證入境，停留日數單獨計算，不與申根區合併，每6個月期間內總計可停留90天。北賽普勒斯土耳其共和國也給予中華民國國民免簽證入境，可停留90天。有鑒於南北賽（賽普勒斯共和國與北賽普勒斯土耳其共和國）仍有政治爭端，宜避免入境北賽或往來南北賽之間。
賽普勒斯國民持有歐盟護照者也可以免簽證的方式入境中華民國，停留最多90天。

## 交通

### 航空

#### 客運
兩國無直航班機，可經由（不計航點遠近，截至2023年7月6日）：
- 臺北→杜拜、伊斯坦堡（飛航北賽普勒斯）、倫敦、巴黎、羅馬、米蘭、慕尼黑、法蘭克福、阿姆斯特丹、維也納、布拉格（2023年7月18日開航臺北），再轉機前往賽普勒斯的國際機場（英语：List of airports in Cyprus）。

## 外部連結
- 中華民國外交部－賽普勒斯共和國簡介 （页面存档备份，存于）
- 駐希臘台北代表處（南賽普勒斯）
- 駐安卡拉台北經濟文化代表團（北賽普勒斯）
- 外交部領事事務局－國外旅遊警示分級表
- 中華民國衛生福利部－國際旅遊疫情建議等級
- 中華民國國際經濟合作協會 （页面存档备份，存于）